# Павликени (футбольний клуб)
ОФК «Павликени» — болгарська футбольна команда з однойменного міста. Свої домашні матчі проводить на Міському стадіоні імені Ганчо Панова місткістю 10 000 глядачів.

## Історія
Клуб був заснований у 1928 році під назвою «Хаджиславчев». З 1943 по 1945 рік носив назву «Цар Симеон», а з 1945 по 1947 рік — знову «Хаджиславчев». З 1947 по 1949 рік його називали «Росстрой», після чого по 1991 рік мав назву «Червено знаме». Лише недовгий час з 1971 по 1973 рік його називали «Павликени». Ця ж назва була повернута клубу 1991 року.
Найбільші успіхи команди були досягнуті у Республіканській та Державній першостях, попередниках сучасного чемпіонату Болгарії, та у Царському кубку. У 1941 році клуб грав у чвертьфіналі Державної, а в 1946 та 1947 роках і Республіканської першості, а у кубку в 1941 році дістався до півфіналу, де вилетів від АС 23 (Софія).
У 1955 році клуб провів свій перший та єдиний сезон у Групі А, вищому дивізіоні чемпіонату Болгарії, але посів останнє місце і вилетів назад.

## Найкращі результати
- 2 участі у республіканському чемпіонаті (5 місце — 1946).
- 5 участей у державному чемпіонаті (7 місце — 1937).
- 1 участь у Групі А (14 місце — 1955).
- Півфіналіст Царського кубка — 1941 рік
- 1/8 фіналу Кубка Радянської армії — 1981 та 1982 роки
- 1 місце у Північно-західній групі Б — 1954 рік
- 2 місце у Північній групі Б — 1956 рік та Північно-західній групі Б — 1953 рік
- 6 місце у Північно-західній групі В — 2015/16